# Campionati del mondo di ciclismo su strada 2022 - Gara in linea maschile Under-23
La gara in linea maschile Under-23 dei Campionati del mondo di ciclismo su strada 2022 si è svolta il 23 settembre 2022 su un percorso di 169,8 km, con partenza e arrivo da Wollongong nel Nuovo Galles del Sud, in Australia. La vittoria fu appannaggio al kazako Evgenij Fëdorov, il quale ha completato il percorso in 3h57'08", alla media di 42,963 km/h, precedendo il ceco Mathias Vacek ed il norvegese Søren Wærenskjold.
Sul traguardo di Wollongong 70 dei 133 corridori partiti portarono a termine la competizione.

## Squadre e corridori partecipanti
Il numero di partecipanti per paese è determinato da criteri stabiliti dall'Unione Ciclistica Internazionale (UCI), che tiene conto del ranking mondiale UCI per paese del 16 agosto 2022.
| N.    | Cod. | Squadra       |
| ----- | ---- | ------------- |
| 1-5   | ITA  | Italia        |
| 6-11  | BEL  | Belgio        |
| 12-17 | DNK  | Danimarca     |
| 18-24 | DEU  | Germania      |
| 25-28 | NOR  | Norvegia      |
| 29-33 | GBR  | Gran Bretagna |
| 34-37 | CZE  | Rep. Ceca     |
| 38-43 | FRA  | Francia       |
| 44-48 | AUS  | Australia     |
| 49-53 | ESP  | Spagna        |
| 54-56 | EST  | Estonia       |
| 57-61 | NLD  | Paesi Bassi   |
| 62    | AUT  | Austria       |
| 63-66 | COL  | Colombia      |
| 67-71 | KAZ  | Kazakistan    |
| 72-73 | NZL  | Nuova Zelanda |
| 74-77 | SVN  | Slovenia      |
| 78-79 | POL  | Polonia       |
| 80    | LTU  | Lituania      |
| 81    | ECU  | Ecuador       |
| 82    | BHR  | Bahrein       |
| 83    | UKR  | Ucraina       |

| N.      | Cod. | Squadra             |
| ------- | ---- | ------------------- |
| 84      | HUN  | Ungheria            |
| 85-89   | LUX  | Lussemburgo         |
| 90-93   | CHE  | Svizzera            |
| 94      | CRO  | Croazia             |
| 95      | BER  | Bermuda             |
| 96-100  | ERI  | Eritrea             |
| 101     | PUR  | Portorico           |
| 102-103 | ETH  | Etiopia             |
| 104     | BRA  | Brasile             |
| 105     | MAS  | Malesia             |
| 106-108 | CAN  | Canada              |
| 109     | GUM  | Guam                |
| 110-112 | ZAF  | Sudafrica           |
| 113-117 | USA  | Stati Uniti         |
| 118-121 | SVK  | Slovacchia          |
| 122     | DZA  | Algeria             |
| 123-125 | HKG  | Hong Kong           |
| 126-128 | MAR  | Marocco             |
| 129     | JPN  | Giappone            |
| 130-131 | RWA  | Ruanda              |
| 132     | UAE  | Emirati Arabi Uniti |

## Classifica (Top 10)
| Pos. | Corridore         | Squadra     | Tempo    |
| ---- | ----------------- | ----------- | -------- |
| 1    | Evgenij Fëdorov   | Kazakistan  | 3h57'08" |
| 2    | Mathias Vacek     | Rep. Ceca   | a 1"     |
| 3    | Søren Wærenskjold | Norvegia    | a 3"     |
| 4    | Madis Mihkels     | Estonia     | s.t.     |
| 5    | Olav Kooij        | Paesi Bassi | s.t.     |
| 6    | Pavel Bittner     | Rep. Ceca   | s.t.     |
| 7    | Matthew Dinham    | Australia   | s.t.     |
| 8    | Paul Penhoët      | Francia     | s.t.     |
| 9    | Matevž Govekar    | Slovenia    | s.t.     |
| 10   | Jenno Berckmoes   | Belgio      | s.t.     |